# JSM Chéraga
Jeunesse Sportive Madinet Chéraga, häufig abgekürzt als JSM Chéraga oder JSMC, ist ein algerischer Fußballverein aus Algier.

## Geschichte
JSM Chéraga gründete sich 1940 in Algier im Stadtteil Chéraga. Lange Zeit spielte die Mannschaft nur im unterklassigen Ligabereich und machte allenfalls als Teilnehmer am algerischen Landespokal überregional auf sich aufmerksam. Insbesondere stand sie im Schatten des im gleichen Stadtteil beheimateten MC Alger.
2007 gewann die Wettkampfmannschaft von JSM Chéraga ihre Drittligastaffel und stieg in die zweitklassige Ligue Professionnelle 2 auf. Hier war sie jedoch chancenlos und stieg als Tabellenvorletzte mit nur acht Saisonsiegen aus 36 Ligaspielen direkt wieder ab. Anschließend verschwand der Verein als Amateurligist wieder kurzzeitig von der überregionalen Bildfläche, erreichte aber 2013 wieder die erste Hauptrunde im Landespokal und zog – als mittlerweile Viertligist – im Pokalwettbewerb 2013/14 sogar bis ins Halbfinale ein. Dort verlor die Mannschaft gegen den späteren Titelträger MC Algier.